# Büdelsdorf
Büdelsdorf är en stad i Kreis Rendsburg-Eckernförde i förbundslandet Schleswig-Holstein i Tyskland.